# 中国金融学会
中国金融学会是中华人民共和国金融科学研究者组成的全国性、学术性、非营利性社会团体，1950年8月在北京市成立。